# Вулиця Сім'ї Шовкоплясів
Ву́лиця Сім'ї́ Шовкопля́сів — вулиця в Оболонському районі міста Києва, житловий масив Оболонь. Пролягає від Богатирської вулиці до кінця забудови.
Прилучається Лебединська вулиця.

## Історія
Виникла в 60-ті роки XX століття як вулиця без назви «Б». З 1970 року — вулиця Павла Дибенка, на честь радянського державного і партійного діяча Павла Дибенка.
Сучасна назва на честь родини українських науковців, істориків, археологів, музеєзнавців Ганни та Івана Шовкоплясів — з 2017 року.